# Toyota AA
El Toyota AA fue un gran sedán japonés de línea aerodinámica lanzado en septiembre de 1936, el primer modelo de automóvil de producción en serie de la firma. Su estilo estaba inspirado en el del Chrysler Airflow. Un año antes, en 1935, se había diseñado el Toyota A1, un prototipo (del que tan solo se produjeron tres unidades) del modelo AA.

## Variantes
El Toyota AA estaba disponible en la variante AB Phaeton, que tenía una carrocería fácilmente reconocible que se correspondía más bien a los torpedos europeos de la época. También se produjo una versión militar del faetón AB, con la denominación ABR.
En 1938, el Toyota AA se transformó en el Toyota AC. El motor de 3,4 litros seguía siendo el mismo, y solo se realizaron algunos cambios estéticos. En particular, el parabrisas pasó a estar dividido en dos.
Entre 1936 y 1943, se produjeron 1404 unidades del Toyota AA, a las que se agregaron otras 353 con carrocerías faetón y luego otras 115 del modelo Toyota AC.
|  |  |  |

## Mecánica
El A1 usó el motor OHV Toyota Tipo A de 6 cilindros y 3389 cm³ (3,4 L), que producía 62 caballos (46,2 kW) con una caja de cambios manual de 3 marchas con la palanca en la columna de dirección.
El motor Tipo A se copió de un Chevrolet Master de 1933 adquirido para ello, mediante ingeniería inversa, y el chasis y los componentes eléctricos se copiaron de Ford.
Se utilizaron ejes macizos tanto delante como detrás, y discos de metal prensado para las 4 llantas (muy modernas para la época). Los frenos eran de tambor. La mecánica era la misma que se utilizó en los vehículos de producción AA, AB y G1.

## Carrocería
El A1 era un sedán de 4 puertas completamente cerrado, con puertas delanteras convencionales con bisagras frontales y las posteriores con bisagras traseras (puertas de suicidio).Estaba basada en gran medida en el DeSoto Airflow construido por Chrysler, que era un reflejo del estilo art déco y de la tendencia streamline moderne. Toyoda compró un Airflow y lo desmontó un año antes de producir el A1. La ventana delantera era de una sola pieza de vidrio plano con un limpiaparabrisas montado en la parte superior del lado del conductor. Contaba con tres ventanas por cada lado, una para la puerta principal (sin ventanilla de esquina), una para la puerta trasera y otra detrás de esta última. Se montó una rueda de repuesto en la tapa casi vertical del maletero.
El A1 solo estaba disponible como vehículo con volante a la derecha.